# Habitatge al carrer Major, 33 a Suterranya
L'Habitatge al carrer Major de Suterranya, 33 és un edifici de Tremp (Pallars Jussà) protegit com a Bé Cultural d'Interès Local.

## Descripció
Aquest edifici ocupa una parcel·la irregular. L'entrada principal és al carrer Major a la façana més estreta de la finca que consta d'un únic eix d'obertures. A la planta baixa hi ha una gran portalada adovellada que ha perdut l'escut en relleu de la clau. Als pisos superiors trobem finestres de ritme decreixent. La part oriental de la finca incorpora un passatge cobert conformant per dos arcs lleugerament apuntats, que suporten un forjat de bigues de fusta. Sobre el passatge s'identifica una galeria d'un sol arc, amb les estructures recentment renovades. També s'identifica un cos semicircular que podria testimoniar algun element defensiu de l'antic perímetre murat de Suterranya.